# Riu Camaná
El riu Camaná és un riu del vessant del Pacífic, localitzat a la costa sud del Perú, a la regió d'Arequipa.

## Geografia
El riu Colca junt amb el riu Molloco i altres afluents menors formen el riu Majes que desemboca en l'oceà Pacífic amb el nom de riu Camaná. Els recursos de la conca alta del riu Colca, amb una àrea de 737 km² aproximadament, són derivats parcialment al riu Chili mitjançant la regulació als embassaments El Pañe i Dique de Los Españoles, el canal Pañe-Sumbay i les tomes Bamputañe, Blanquillo, Jancolacaya i Antasalla. Aquest transvasament a la conca del riu Chili, s'efectua lliurant aquestes aigües al riu Sumbay, a l'altura del poblat d'Imata.